# 2003 YN107
2003 YN107は、とても小さな地球近傍小惑星の1つである。2003年12月20日にリンカーン研究所のサーベイ (LINEAR) によって、太陽を回る軌道で発見された。直径は約10から30メートルで、流星物質と小惑星の分かれ目程度の大きさである。2003 YN107はアメリカ航空宇宙局 (NASA) の地球接近天体のリストに載っており、0.0599天文単位まで接近すると見られている。
この小惑星は、地球のようにほとんど円に近い軌道を描いて太陽の周りを回る。公転周期は地球の1年に極めて近い。最も際立った特徴は、1996年から2006年までの間、地球から0.1天文単位（1,500万km）以下の距離を保ったまま、地球の周りを1年かけてゆっくりと回るように動いていたことである。しかし2003 YN107は地球の第2の月にはなりえない。これは、地球と軌道が重なる準衛星と呼ばれる天体のうち、最初に見つかったものである。準衛星としては、他に (10563) イジュドゥバル、(54509) YORP、(66063) 1998 RO1、(85770) 1998 UP1、(85990) 1999 JV6などが挙げられる。
1996年以前や2006年以降は、この小惑星は地球の公転軌道に沿った馬蹄形の軌道を回っていた。これは、2002 AA29の軌道の性質とよく似ている。この種の軌道の変化は、共鳴軌道を回る天体にとってはよくあることらしい。2002 AA29はおよそ600年に1度、準衛星の状態になる。